# Bengt Samuelsson

För personer med samma namn, se Bengt Samuelsson (olika betydelser).  
Bengt Ingemar Samuelsson, född 21 maj 1934 i Halmstad, död 5 juli 2024 i Oscars distrikt i Stockholm, var en svensk läkare, forskare i medicinsk kemi och professor i medicinsk och fysiologisk kemi vid Karolinska Institutet. 
Samuelssons forskning har främst rört steroider och prostaglandiner. För upptäckter rörande prostaglandiner och liknande biologiska ämnen tilldelades han Nobelpriset i fysiologi eller medicin 1982.

## Biografi
Bengt Samuelsson föddes i Halmstad där fadern Anders Samuelsson var köpman; hans mor hette Stina Nilsson. Han spelade i ung ålder fotboll i Genevad/Veinge IF (f.d. Veinge IF). Under studieåren i Lund mötte han sin hustru Karin, född Bergstein. De fick en son och två döttrar. 
Samuelsson studerade vid Lunds universitet och vid Karolinska Institutet, där han disputerade för doktorsgrad 1960. Han blev 1967 professor i medicinsk kemi vid Veterinärhögskolan och 1973 professor i medicinsk och fysiologisk kemi vid Karolinska Institutet. Han var rektor för Karolinska Institutet 1983–1995 och var ordförande i Nobelstiftelsen 1993–2005. Han promoverades till hedersdoktor till Carl von Linnés minne vid Uppsala universitets Linnépromotion den 26 maj 2007 och var dessutom hedersdoktor vid universiten i Chicago 1978, Illinois 1983, Rio de Janiero 1986, Kina 1986, Buenos Aires 1986, Madrid 1991, Milano 1993 och New Orleans 1993.
Samuelsson hade styrelseuppdrag i bland annat Pharmacia AB, Orexo AB, NiCox SA och Schering AG samt verkade som rådgivare till venturekapitalfonden HealthCap.
Samuelsson var ledamot av Kungliga Vetenskapsakademien sedan 1981. År 1977 tilldelades han Albert Lasker Basic Medical Research Award tillsammans med Sune Bergström och John R. Vane. Samma trio tilldelades Nobelpriset 1982.